# Ford, West Sussex
Ford är en ort och civil parish i Storbritannien.   Den ligger i grevskapet West Sussex och riksdelen England, i den södra delen av landet, 80 km söder om huvudstaden London. Ford ligger 2 meter över havet och antalet invånare är 1 690.
Terrängen runt Ford är huvudsakligen platt, men norrut är den kuperad. Havet är nära Ford åt sydost.  Närmaste större samhälle är Littlehampton, 3,1 km öster om Ford. 